# 佐藤清 (衆議院議員)
佐藤 清（さとう きよし、1853年1月4日（嘉永5年11月25日） - 1919年（大正8年）1月12日）は、明治期のジャーナリスト、政治家。衆議院議員、宮城県伊具郡大張村長。号・滄浪漁長。

## 経歴
陸奥国伊具郡大蔵村（宮城県伊具郡大張村大蔵を経て現丸森町）で、仙台藩士・佐藤徳治清繁の長男として生まれる。藩校・養賢堂で学んだ。
1872年（明治5年）東京に遊学。『問答新聞』、『福島新聞』、『福島毎日』、『福島日々』、『福島自由』などで記者として務め、自由民権運動を推進した。1882年（明治15年）福島事件に連座し投獄されたが、翌年、高等法院で免訴となり帰郷した。蚕業の振興を図り蚕糸業組合を組織した。1888年（明治21年）仙台で発刊の日刊新聞『民報』の主幹に就任。1892年（明治25年）仙台で『自由新聞』を発行し自由党宮城支部幹事となる。1897年（明治30年）5月、自由党を退会して東北同盟会を組織して幹事に就任。同年10月から自由党、進歩党の合同に尽力し、1898年（明治31年）に憲政党が設立され同党宮城支部幹事となった。
1884年（明治17年）大張村会議員に就任。1892年8月、宮城県会議員に選出され1894年（明治27年）7月まで在任。同年、伊具郡会議員となり、1895年（明治28年）大張村長に就任。1898年（明治31年）3月の第5回衆議院議員総選挙（宮城県第2区、東北同盟会）に立候補したが次点で落選。同年8月の第6回総選挙（宮城県第2区、憲政本党）で当選し、衆議院議員に1期在任した。その後、1903年（明治37年）3月の第8回総選挙（宮城県郡部、 立憲政友会）に立候補したが落選した。
晩年は北海道に移り牧場経営を行った。